# Орешець (Пловдивська область)
О́решець (болг. Орешец) — село в Пловдивській області Болгарії. Входить до складу общини Асеновград.

## Населення
За даними перепису населення 2011 року у селі проживали 55 осіб, усі — болгари.
Розподіл населення за віком у 2011 році:
Динаміка населення: